# V2 Instituut voor de instabiele media
V2_ Lab voor de instabiele media, kort V2_, en tot 2013 V2_Instituut voor de instabiele media, is een interdisciplinair centrum voor kunst en mediatechnologie in  Rotterdam. Het ontleent zijn belang aan het onderzoeken en ontwikkelen van kunstprojecten op het snijvlak van kunst, technologie en samenleving.

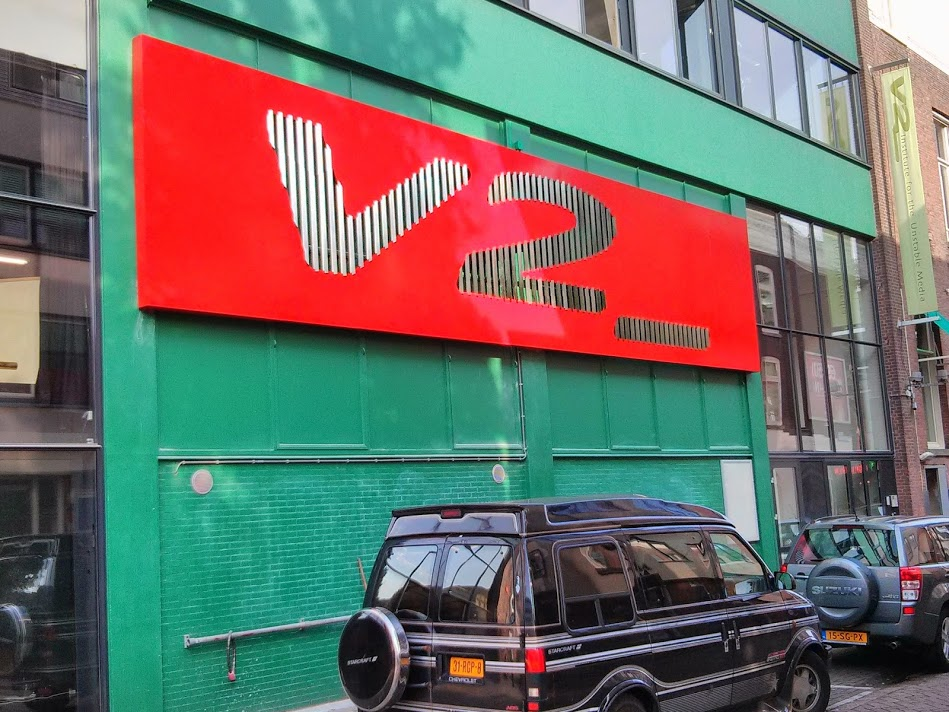
V2_ in 2014

V2_ presenteert, produceert, archiveert en publiceert over kunst die met nieuwe technologie werkt, en stimuleert het debat daarover. V2_ is een platform waar kunstenaars, wetenschappers, theoretici, soft- en hardware-ontwikkelaars, en onderzoekers uit verschillende disciplines hun bevindingen kunnen uitwisselen. In de visie die V2_ uitdraagt speelt kunst een essentiële rol in de sociale acceptatie en houding ten aanzien van technologische ontwikkelingen, en creëert kunst een context waarin technologische kwesties praktisch kunnen worden onderzocht en kritisch bevraagd.
V2_ organiseert lezingen, tentoonstellingen, workshops en presentaties. Deze geven kunstenaars de mogelijkheid nieuw werk te laten zien, ze zijn een platform voor de uitwisseling van kennis tussen kunstenaars, ontwikkelaars en onderzoekers, en ze functioneren als een platform voor debat.
Onder andere met de volgende kunstenaars, onderzoekers, wetenschappers, theoretici en organisaties heeft V2_ samengewerkt: Stelarc, Orlan, Symbiotica, Dick Raaymakers, Michel Waisvisz, Francisco López, Brian Massumi, Manuel de Landa, Paul Virilio, Rafael Lozano-Hemmer, Knowbotic Research, Rem Koolhaas.

## Missie en geschiedenis
Zoals omschreven in het Manifest voor de instabiele media uit 1987 ziet V2_ instabiliteit als een creatieve kracht die essentieel is voor sociaal-culturele verandering. Kunst die elektronische (instabiele) media gebruikt, reflecteert hierop, en presenteert een wereld die inconsistent, heterogeen, complex en variabel is.
V2_ is geïnteresseerd in de relaties en de interacties tussen verschillende media, en in de relatie tussen kunst en wetenschap. Gedurende zijn hele bestaan heeft V2_ deze relaties onderzocht, vooral door kunstenaars en wetenschappers samen te brengen en door interdisciplinaire samenwerkingen te initiëren.

### Do-it-Yourself: 1981-1987

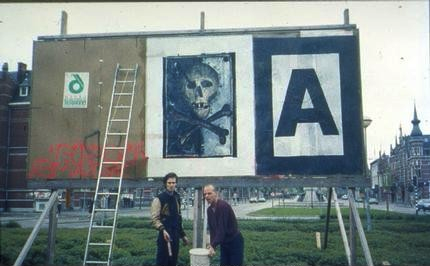
Actie in Den Bosch (1980)

V2_ werd in 1981 opgericht als een kunstenaarscollectief in een kraakpand aan de Vughterstraat 234 (kort: V2_) in 's-Hertogenbosch. De oprichters, waaronder Alex Adriaansens en Joke Brouwer noemden het een multimediacentrum. Het gebouw gaf plek aan concerten, performances, en experimenten met analoge media zoals televisies, luidsprekers en Super8-film. Er was een tentoonstellingsruimte voor schilderkunst, installaties en machinekunst. Bands zoals Sonic Youth, Einstürzende Neubauten en Laibach traden bij V2_ op.

### Instabiele media: 1987-1993

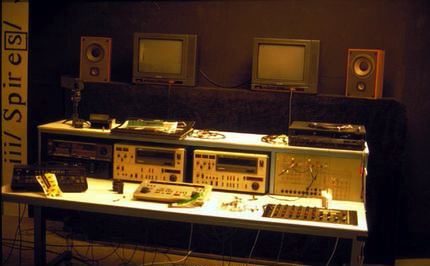
Experimenten met analoge media (1984)

In het midden van de jaren tachtig veranderde V2_ in een centrum voor kunst en mediatechnologie. Het "Manifest voor de instabiele media" werd in 1987 gepubliceerd. Het was bedoeld om de ingeslapen wereld van de beeldende kunst flink op te schudden. In het manifest werden de principes van V2_ uiteengezet, en dat sindsdien Instituut voor de instabiele media heet.
In de daaropvolgende jaren organiseerde V2_ een aantal "Manifestaties voor de instabiele media," die zich richtten op het gebruik van nieuwe technologie en elektronische media in de kunst. Deze festivals toonden interactieve video- en geluidsinstallaties, en experimenten met robotica en computers. Door het organiseren van lezingen en het uitbrengen van boeken stimuleerde V2) het debat over kunst, theorie, technologie en de samenleving.

### Netwerken en communicatiemedia: 1993-1998
In 1994 verhuisde V2_ naar zijn huidige locatie in het centrum van Rotterdam. Het verlegde de focus naar elektronische netwerken en communicatiemedia zoals het World Wide Web. Kunstenaars begonnen de artistieke mogelijkheden hiervan, en van virtual reality en 3D projectie te onderzoeken. V2_ professionaliseerde, en werd een organisatie met een groot internationaal netwerk. De 'Manifestaties voor de instabiele media' groeiden uit tot het Dutch Electronic Art Festival.

### Kunst en mediatechnologie: 1998-2012

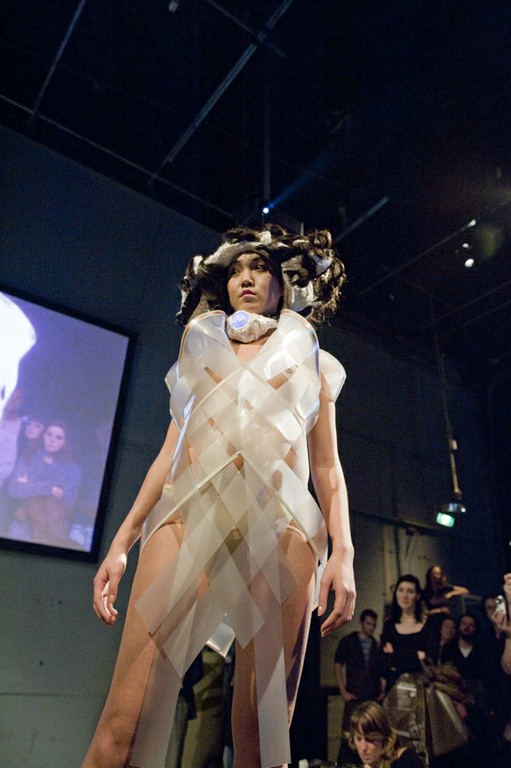
Model met Intimacy door Daan Roosegaarde en Anouk Wipprecht

De opening van het V2_Lab, een internationaal media lab, in mei 1998 betekende dat V2_ zich vanaf dan ook richtte op productie, onderzoek en kennisuitwisseling in het veld van kunst en mediatechnologie. In het interdisciplinaire lab van V2_ werken internationale kunstenaars en ontwikkelaars samen aan kunstprojecten, en ontwikkelen ze de daarvoor benodigde technologie.
V2_ groeit in deze jaren uit tot een internationaal centrum voor elektronische kunst, met het Dutch Electronic Art Festival (DEAF) als tweejaarlijkse ontmoetingsplek voor kunstenaars en onderzoekers. Veel van de vraagstukken rond digitale media die bij V2_ worden bediscussieerd en onderzocht, zoals de rol van (big) data verschijnen pas veel later op de radar van andere organisaties. In 2008 publiceert V2_ de Dick Raaijmakers Monograph, een boek dat al het werk van deze pionier op het gebied van elektronische muziek en multimediakunstenaar samenbrengt. In 2009 start V2_ met de internationale Summer Sessions residencies voor opkomende kunstenaars.

### Heroriëntatie: 2013-2017
De forse bezuinigingen op de overheidsfinanciering van de kunsten dwongen V2_ na 2012 tot een drastische reorganisatie. De Summer Sessions werden wel voortgezet, en nieuwe programma's benadrukten het experiment en de verbinding met lokaal publiek.

### Nu
V2_ geïnteresseerd in de relaties en interacties tussen kunst, technologie en maatschappij, en verkent deze verbanden door kunstenaars, makers, onderzoekers en maatschappelijke organisaties bij elkaar te brengen en interdisciplinaire samenwerkingen te initiëren. Het organiseert publieke events, tentoontstellingen en residencies, en presenteert nieuwe projecten die reflecteren op actuele ontwikkelingen in kunst en technologie. Het beleidsthema voor de periode 2021–2024 was 'Artifical Inequality'. Voor 2025–2028 is dit 'Intersectional Technology'.

## Publicaties
V2_Publishing verbindt praktijk en theorie en disciplines zoals sociologie, architectuur, mediatheorie, biologie en technologische innovatie. De boeken worden o.a. gebruikt op universiteiten en hogescholen. (Een keuze:)
- Sjoerd van Tuinen & Joke Brouwer (eds.): Technological Accidents, Accidental Technologies, 2023
- Martin Howse (ed.): Becoming Geological, 2022
- Marije Baalman: Composing Interactions, 2022
- Achille Mbembe: The Earthly Community, 2022
- Sandra Trienekens: Participatieve kunst, 2020
- To Mind Is to Care, 2019
- Ruben Jacobs: Artonauten, 2019
- Sebastian Olma: Art & Autonomy, 2018
- Ruben Jacobs: Everyone is an Artist, 2016
- The War of Appearances, 2016
- Giving and Taking, 2014
- Kees Tazelaar: On the Threshold of Beauty, 2014
- Vital Beauty, 2012
- Lars Spuybroek: The Sympathy of Things, 2011
- The Politics of the Impure, 2010
- Dick Raaijmakers, Monografie, 2008
- Lars Spuybroek: The Architecture of Continuity, 2008
- Interact or Die!, 2007
- aRt&D, 2005
- Feelings Are Always Local, 2004
- Arjen Mulder: Understanding Media Theory, 2004
- Geert Lovink: My First Recession, 2003
- Making Art of Databases, 2003
- Information Is Alive, 2003
- TransUrbanism, 2002
- Machine Times, 2000
- Arjen Mulder & Maaike Post: Book for the Electronic Arts, 2000
- The Art of the Accident, 1998
- TechnoMorphica, 1997
- Interfacing Realities, 1997
- Book for the Unstable Media, 1992